# 1898 w polityce

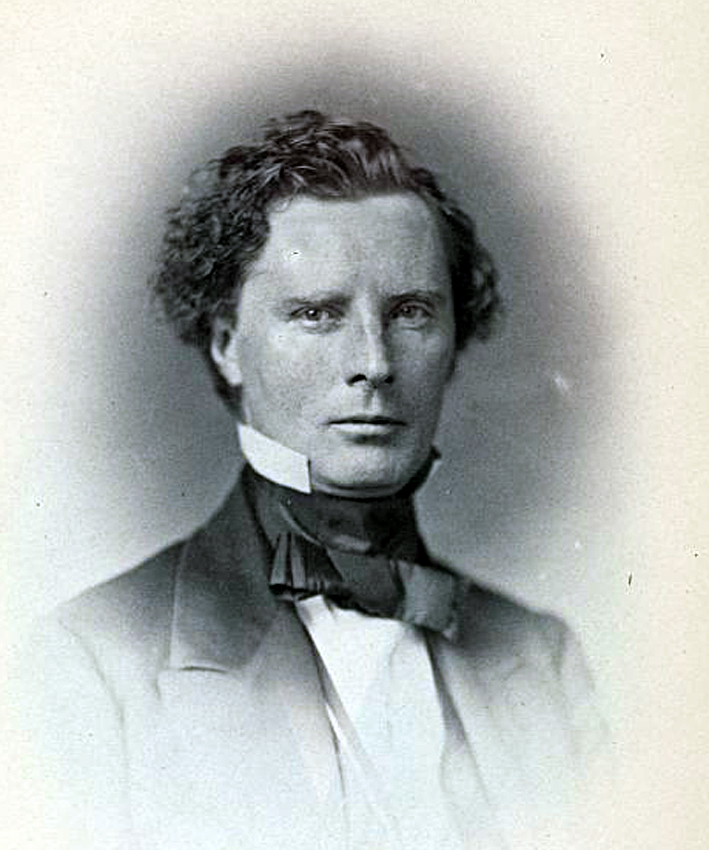
James Morrison Harris

Wydarzenia polityczne w 1898 roku.

## Urodzili się
- 28 lutego Bachitżan Bajdakow, radziecki polityk z Kazachskiej SRR (rozstrzelany w 1938)[1].

## Zmarli
- 16 lipca James Morrison Harris, amerykański polityk[2].